# Маджитов, Хамид
Хамид Маджитов — советский хозяйственный, государственный и политический деятель.

## Биография
Родился в 1933 году в Узбекской ССР. Член КПСС.
С 1953 года — на хозяйственной, общественной и политической работе. В 1953—1988 гг. — агроном, организатор сельскохозяйственного производства в Ташкентской и Сырдарьинской областях Узбекской ССР, начальник управления сельского хозяйства исполкома Сырдарьинского областного Совета депутатов трудящихся, заведующий отделом Управления делами Совета Министров Узбекской ССР, председатель Ферганского облисполкома.
Избирался депутатом Верховного Совета Узбекской ССР 11-го созыва. Делегат XXVII съезда КПСС.
Жил в Узбекистане.

## Награды и звания
- орден Трудового Красного Знамени (27.08.1971[3], 10.12.1973, 27.12.1976)
- орден Дружбы народов (26.02.1981)